# Бенгта Сунесдоттер
Бенгта Сунесдоттер (швед. Bengta Sunesdotter; ум. 1261) ― шведская дворянка, центральная фигура одного из ряда инцидентов, известных как «Похищение дев из Вреты», когда она, как и её мать, принцесса Хелена Шведская до неё, и её дочь Ингрид Свантеполксдоттер после неё, была похищена из монастыря Врета человеком, за которого она позже вышла замуж. Её похищение стало сюжетом народной песни «Юнкер Ларс, похититель невест» (швед. Junker Lars klosterrov).

## Биография
Бенгта была дочерью принцессы Хелены Шведской и Суне Фолькессона и, таким образом, сестрой королевы Катарины Сунесдоттер. Бенгта была помещена в монастырь Врета для получения образования. В 1244 году была похищена Ларсом Петерссоном, юстициарием Эстергётланда, с которым она отправилась в Норвегию. Согласно одной из теорий, Ларс был внуком короля из Дома Эриков и хотел объединить свою с династией Сверкеров Бенгты. У него также могли быть претензии на трон. Несколько лет Бенгта жила с Ларсом в Норвегии.
После смерти Ларса она вернулась в Швецию и вышла замуж за высокопоставленного дворянина Свантеполка Кнутссона, лорда Вибю.

## Дети
В браке с Свантеполком Кнутссоном у Бенгты родились несколько дочерей, среди них Ингрид и сын Кнут, который умер бездетным:
- Ингеборг (род. около 1250, ум. после 1341), была замужем за Юханом Филипссоном (Аспенесеттеном)[швед.] и Туне Анундссоном (Вингеттеном).
- Катарина (ум. 1329), ушла во Вретский монастырь около 1266 года, аббатиса там с 1289 года до 1322 или 1323 года.
- Ингрид (ум. после 1350), с 1288 года была замужем за рыцарем Фольке Альготссоном[швед.] (ум. до 1310 года).
- Кнут (ум. до 1310 года), известен с 1296-1301 года, оруженосец.
- Ингегерд, была замужем на Брюнольфом Бенгтссоном и Матсом Тёрнесоном (Хйортхорном).